# Pierścienie Lieseganga

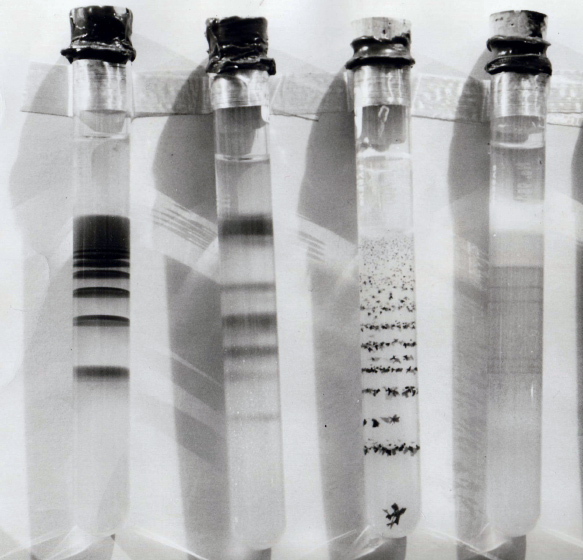
Zjawisko pierścieni Lieseganga obserwowane w probówkach

Pierścienie Lieseganga – chemiczny proces oscylacyjny polegający na powstawaniu rozdzielonych warstw strąconego osadu. Do powstania pierścieni Lieseganga dochodzi przy nieobecności konwekcji i określonych stężeniach związków. Zjawisko to opisał jako pierwszy Raphael Liesegang w 1896 roku. Zazwyczaj pierścienie Lieseganga obserwuje się w układach, a w których jeden z reagentów (np. chlorek kobaltu(II)) znajduje się w żelu, a drugi (np. woda amoniakalna) naniesiony jest miejscowo w postaci płynnej. Liesegang w oryginalnym doświadczeniu wykorzystywał żel z dodatkiem dichromianu potasu oraz roztwór azotanu srebra.